# St. Athan
St. Athan är en community i Storbritannien.   Den ligger i kommunen Vale of Glamorgan och riksdelen Wales, i den södra delen av landet, 230 km väster om huvudstaden London.
Delar av den tidigare militära flygbasen RAF St Athan ligger i St. Athan. Sedan 2019 är det ett civilt flygfält. 